# ویلیام متوول
ویلیام متوول (انگلیسی: William Mutwol؛ زادهٔ ۱۰ اکتبر ۱۹۶۷) ورزشکار دو و میدانی اهل کنیا است.